# توماس ويلسون (سياسي)
توماس ويلسون (بالإنجليزية: Thomas Wilson)‏ هو محامي وقاضي وسياسي أمريكي، ولد في 16 مايو 1827 في المملكة المتحدة، وتوفي في 3 أبريل 1910 في سانت بول في الولايات المتحدة. حزبياً، نشط في الحزب الديمقراطي. وقد انتخب عضو مجلس ولاية مينيسوتا وانتخب عضو مجلس نواب مينيسوتا وانتخب عضو مجلس النواب الأمريكي.